# Louis Estrangin
Pour les articles homonymes, voir Estrangin.
Louis Estrangin, né le 24 juillet 1914 à Marseille et mort le 11 février 2019 à Issy-les-Moulineaux, est un homme de presse français, directeur et président de la société du journal Ouest-France (1965-1984), puis président d'honneur.
Il œuvre pendant près d'un demi-siècle auprès de François Régis Hutin, qui lui succède, au rayonnement de Ouest-France.

## Biographie
Louis Estrangin naît le 24 juillet 1914 à Marseille. Il est issu d'une famille de notables de Provence, hommes de loi, notaires, négociants et armateurs dans la cité phocéenne. Il est le fils d'Etienne Estrangin, secrétaire général de la coopérative des Alpes et de Provence, capitaine de la 7e compagnie du 63e bataillon de chasseurs alpins durant la guerre de 14-18.
Louis Estrangin est licencié ès lettres et diplômé en histoire et géographie.
Il est exploitant agricole et dirigeant de syndicats comme son père, avant d'embrasser une carrière dans la presse.
Louis Estrangin est secrétaire général de la Jeunesse étudiante chrétienne (1936-1938), puis président de la Fédération nationale des Centres d'études techniques agricoles, et président de la Fédération National des C.E.T.A, puis président d'honneur de la FNCETA.
Il est membre de l'Académie d'agriculture de France (1957) dans la section Économie et Politique. Mais aussi membre du comité Rueff-Armand (1959), de la commission des comptes de la nation (1961-1967), membre du conseil d’administration de la Fondation nationale des sciences politiques (1965-1967).

Sous sa présidence, Ouest-France évolue : transfert du siège historique, de Rennes à Chantepie, évolution des imprimeries du plomb vers l'offset, passage à la couleur jusqu'à devenir le premier journal de France.

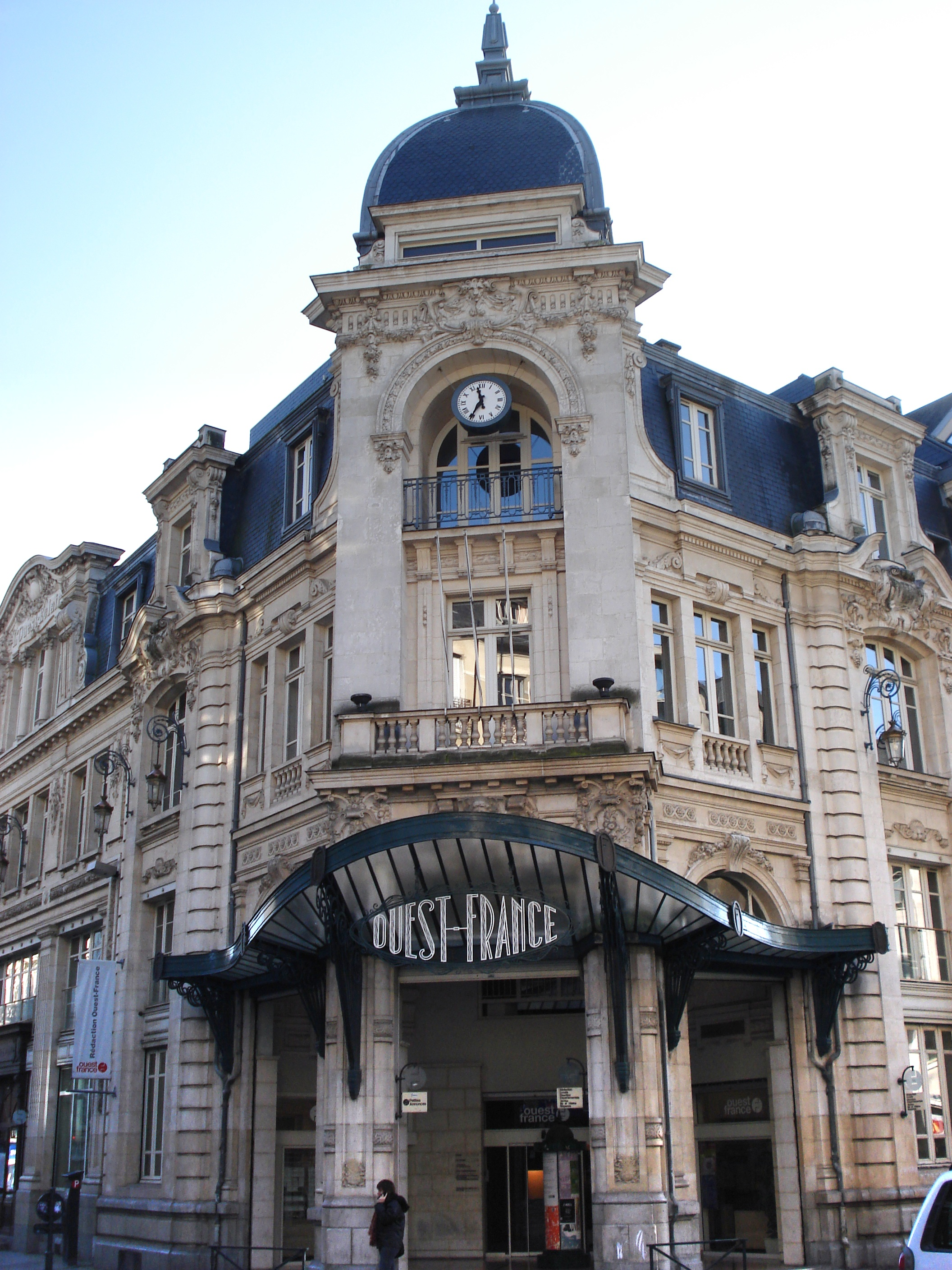
La rédaction du Pré-Botté à Rennes, ancien siège du journal.

Il souligne ainsi la finalité du journal Ouest France :

« Nous travaillons pour donner à tous nos lecteurs, des villes les plus grandes ou des campagnes les plus retirées, une information complète, honnête, aussi respectueuse des personnes dont nous sommes amenés a rapporter les paroles et les faits, que des personnes auxquelles nous nous adressons.
Notre objectif (chez Ouest-France) est aussi de permettre à chacun de sortir de son voisinage, de sa commune, de son département, de sa région, de notre pays pour se tourner vers des horizons toujours plus vastes, pour, en définitive, vivre en se mettant aux dimensions du monde. »

Louis Estrangin s'inscrit dans les valeurs et dans la continuité des fondateurs du Ouest-France, à la Libération, dont Paul Hutin-Desgrées.
Dans le cadre de ses responsabilités dans la presse, il est élu vice-président du Syndicat national de la presse quotidienne régionale (1971-1984). Louis Estrangin est également vice-président de l’Agence France-Presse entre 1976 et 1984.
Il est co-gérant (2002-2013) avec Jean Boissonnat du Groupe SIPA - Ouest-France.
Il meurt à Issy-les-Moulineaux le 11 février 2019 à l'âge de 104 ans.

## Décorations
- 1963 :  Chevalier de la Légion d'honneur ;
- Officier de l'ordre du Mérite agricole

## Publications
- "Où en est-on des projets de sociétés d'investissement fonciers", par Louis Estrangin, président de l'I.G.E.R., Économie Rurale, (1965)[18].
- "Bilan d'une économie montagnarde dans les Préalpes de Grasse", Louis Estrangin, Économie rurale  (Année 1950)  2-3  p. 76-85[19].
- "La population agricole française. Recherches pour la connaître mieux et prévoir son avenir - attitudes à prendre en fonction de son évolution", Louis Estrangin, Économie rurale, (Année 1958)  37  p. 51-62[8].
- "Les problèmes de l'interprofession laitière à l'échelon local" — L'expérience du centre interprofessionnel de Nice, Économie rurale  Année (1956)  27  p. 155-158[20].
- "La population agricole française 1938-1958", par Louis Estrangin, Président de la Fédération National des C.E.T.A. Économie rurale  Année (1959)  39-40  p. 19-24[8].
- "Du paysan à l’agriculteur", Estrangin Louis, (1962), Paysans, no 38, 28-37.
- "La production alimentaire mondiale, son plafond, et les difficultés de son développement", Louis Estrangin. Revue de l'action populaire, (juin 1959), 669-682.
- "Stratégie de la propagation de l'information technique dans les milieux agricoles" de Louis Estrangin. Economic appliquée, No. 23, (1961), page 383 et Feq.
- "Les montagnes françaises ont elles encore un rôle à jouer durant la fin du XXe siècle ?", Louis Estrangin dans Économie Alpestres no 9, (1958-59).
- "Groupes, partis, et forces vives dans la démocratie contemporaine" par Louis Estrangin. Semaines sociales de France, p. 95, (1963).
- "La jeunesse et le sens du service social", Paul Ricœur et Louis Estrangin, Revue Etre, (1936).
- "L'agriculture française et l'alimentation de l'humanité dans le futur", Louis Estrangin, Ronéo des chambres d'agricultures, Paris (1959).
- "Problèmes sociaux de la société agricole française, Louis Estrangin, Cahiers de l'Institut d'Économie Appliquée (I.E.S.A), novembre 1964, 3-150.
- "Jérusalem", de Louis Estrangin, Éditions Ouest-France, (2001)[21].